# バトンルージュの戦い (1862年)

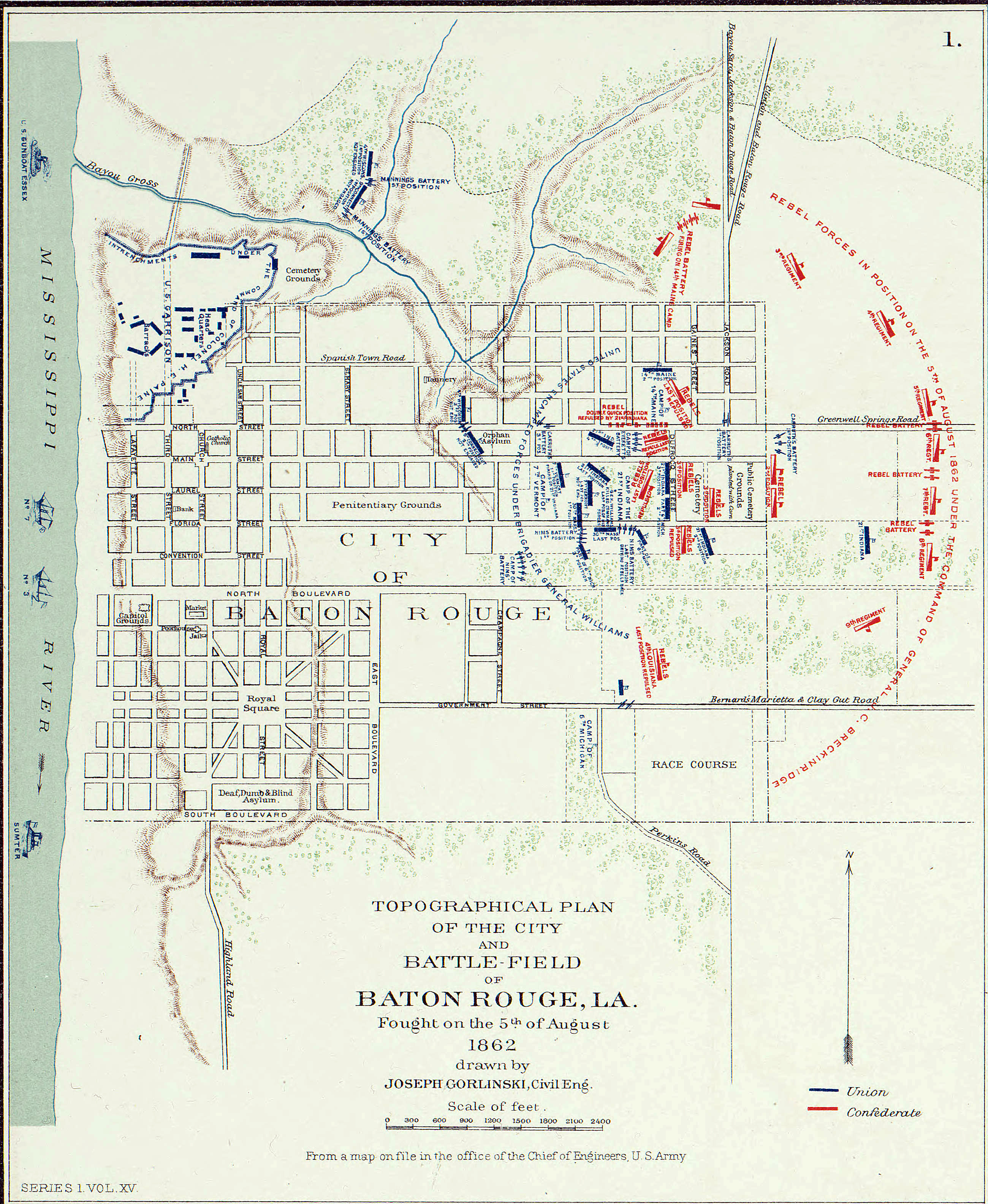
バトンルージュの戦い詳細、1862年8月5日

座標: 北緯30度27分04秒 西経91度10分03秒 / 北緯30.4510度 西経91.1676度
バトンルージュの戦い（英: Battle of Baton Rouge）は、南北戦争の1862年8月5日に、ルイジアナ州イーストバトンルージュ郡で起きた海陸の戦闘である。この戦闘に北軍が勝利することで、南軍がルイジアナ州を取り戻そうとする動きを止めた。

## 背景
1862年4月25日、デヴィッド・ファラガット提督指揮下の北軍海軍のためにニューオーリンズ市が陥落する前日、南軍ルイジアナ州政府は州都バトンルージュを放棄する決断をし、先ずオペルーサスに、続いてシュリーブポートに移動した。その地域にある綿花は全て、北軍の手に落ちないよう火を点けられた。5月9日、北軍砲艦USSイロコイの海軍指揮官ジェイムズ・S・パーマーがバトンルージュの桟橋に上陸し、抵抗を受けずにペンタゴン兵舎と武器庫を占領した。その2週間後、ゲリラの1隊が海軍士官を載せたボートを攻撃した。その報復のためにファラガットの旗艦USSハートフォードが町を砲撃し、市民に犠牲者を出し、セントジョセフ教会など建物を損傷した。5月29日、北軍のトマス・ウィリアムズ准将が歩兵6個連隊、砲兵2個大隊、騎兵1個中隊を率いて到着し、バトンルージュの町の占領を始めた。
夏の間、南軍のミシシッピ川東地区軍司令官アール・ヴァン・ドーン少将が、北軍によるヴィックスバーグ砲撃に抵抗していた。南軍の鉄装甲衝角艦CSSアーカンソーがヤズー川を下り、不用意な北軍艦隊の傍を通り過ぎるときに損傷を与え、ヴィックスバーグに停泊した。ヴァン・ドーンはバトンルージュの回復を望んだ。バトンルージュを取り戻すことは北軍をルイジアナ州から追い出すために重要なことであり、さらにはレッド川沿いの北軍が占領した地帯に攻撃を掛けることも可能になり、北軍の支配するニューオーリンズ市に脅威を与えられると考えられた。
1862年7月27日、ジョン・ブレッキンリッジ少将が5,000名の兵士を率いてヴィックスバーグからキャンプ・ムーアに向かった。そのキャンプではダニエル・ラッグルス准将が率いる小さな歩兵師団が合流した。これと同時にアーカンソーがミシシッピ川を降り、バトンルージュ近くで北軍艦船との交戦を目指した。陸兵は十分な量の装備と物資があり、食も足りていた。ウィリアムズ将軍は、7月28日にこの部隊がキャンプ・ムーアを出発したという知らせを受け取った。8月4日、敵軍が今にも到着するという情報を受け取った後、北軍はバトンルージュ郊外に陣を布いた。しかし北軍兵は経験が足らず、バトンルージュに来る前に僅か2週間の訓練をされただけだった。さらに、重要性が上だと考えられたニューオーリンズに物資が送られたので、バトンルージュの物資は乏しかった。

## 戦闘
ブレッキンリッジは8月4日までにバトンルージュの東10マイル (16 km) にあるコミット川まで移動し、夜の間にさらに接近させた。北軍の哨兵に発見されていたので、急襲の要素は無くなっていた。それにも拘わらず、8月5日夜明けに攻撃が始められた。
北軍はバトンルージュの中央にいたのに対し、南軍は市の北で2個師団が戦列を作った。フロリダ通り周辺で戦闘が起こり、町全体で南軍が北軍を押し始めた。マグノリア墓地周辺では特に激しい戦闘になった。北軍の指揮官トマス・ウィリアムズ准将が戦闘中に戦死し、トマス・W・ケイヒル大佐が指揮を引き継いだ。
ケイヒルはかねて準備していた刑務所近くの防御線まで後退させた。そこは北軍艦船の保護下にあった。南軍の部隊は砲艦からの砲撃に曝されるようになった。南軍の衝角艦アーカンソーがほどなく到着するはずだったが、市の上流4マイル (6 km) でエンジンが故障した。その艦長は鹵獲を妨げるために艦に火を付けさせた。ブレッキンリッジは海軍からの支援の見込みがなくては、北軍の陣地に対する攻撃もできなかったので退却した。北軍はその1週間後にニューオーリンズ市の安全確保を優先して、バトンルージュを開放したが、その秋には戻って来た。南軍はポートハドソンを占領し、そこをほぼ1年間持たせた。
毎年8月の第1土曜日に、マグノリア墓地周辺で「バトンルージュの戦い記念儀式」が開催されている。ルイジアナ歴史財団が後援している。

## 参戦した部隊

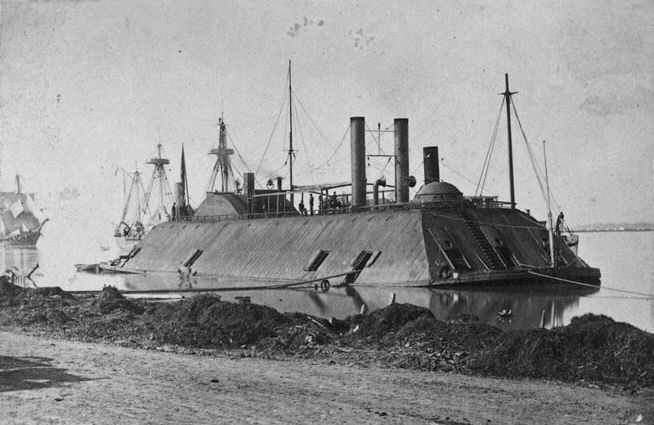
USS エセックス

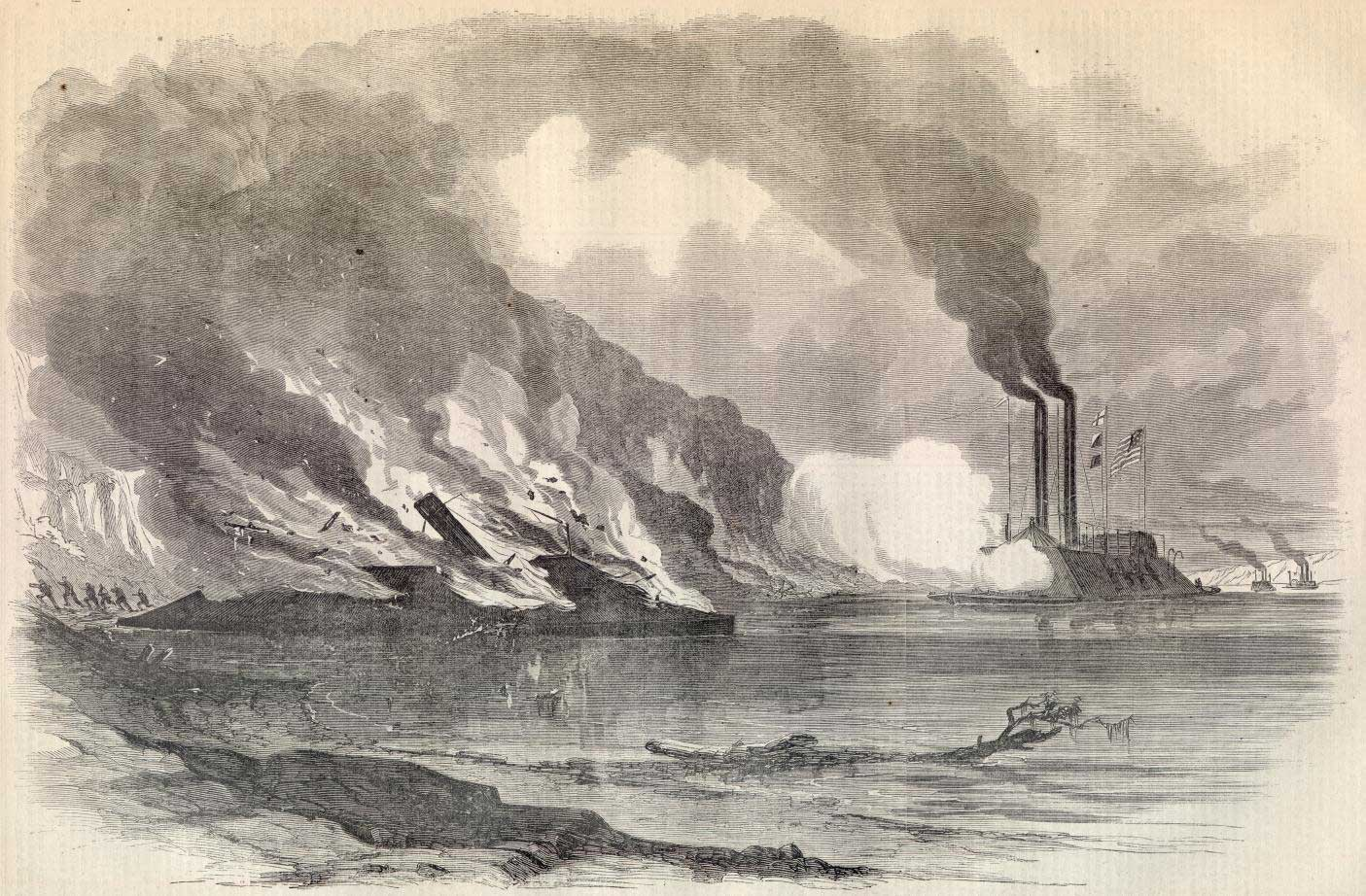
燃える アーカンソー に発砲する エセックス

北軍（メキシコ湾岸軍第2旅団）

トマス・ウィリアムズ准将（戦死）

トマス・W・ケイヒル大佐
歩兵連隊
- コネチカット第9歩兵連隊
- インディアナ第21歩兵連隊
- メイン第14歩兵連隊
- マサチューセッツ第30歩兵連隊
- ミシガン第6歩兵連隊
- バーモント第7歩兵連隊
- ウィスコンシン第4歩兵連隊

砲兵隊
- インディアナ砲兵大隊
- マサチューセッツ軽装砲兵第2大隊
- マサチューセッツ軽装砲兵第4大隊
- マサチューセッツ軽装砲兵第6大隊

北軍海軍
- USS ハートフォード
- USS ウェストフィールド
- USS ジャクソン
- USS カユガ
- USS カターディン
- USS ブルックリン
- USS クリフトン
- USS サイオタ
- USS キネオ
- USS エセックス

南軍（ブレッキンリッジ軍団）

ジョン・ブレッキンリッジ少将
歩兵連隊
- アラバマ第4歩兵連隊
- アラバマ第31歩兵連隊
- アラバマ第35歩兵連隊
- ケンタッキー第3歩兵連隊
- ケンタッキー第4歩兵連隊
- ケンタッキー第6歩兵連隊
- ケンタッキー第7歩兵連隊
- ケンタッキー第9歩兵連隊
- ルイジアナ第4歩兵連隊
- ルイジアナ第30歩兵連隊
- ステュワートのルイジアナ大隊
- ミシシッピ第22歩兵連隊
- ミシシッピ第31歩兵連隊
- テネシー第19歩兵連隊

砲兵大隊
- ペッタスのミシシッピ砲兵大隊
- セムズの南軍軽装砲兵第1世紀大隊

南軍海軍
- CSSアーカンソー

## ギャラリー

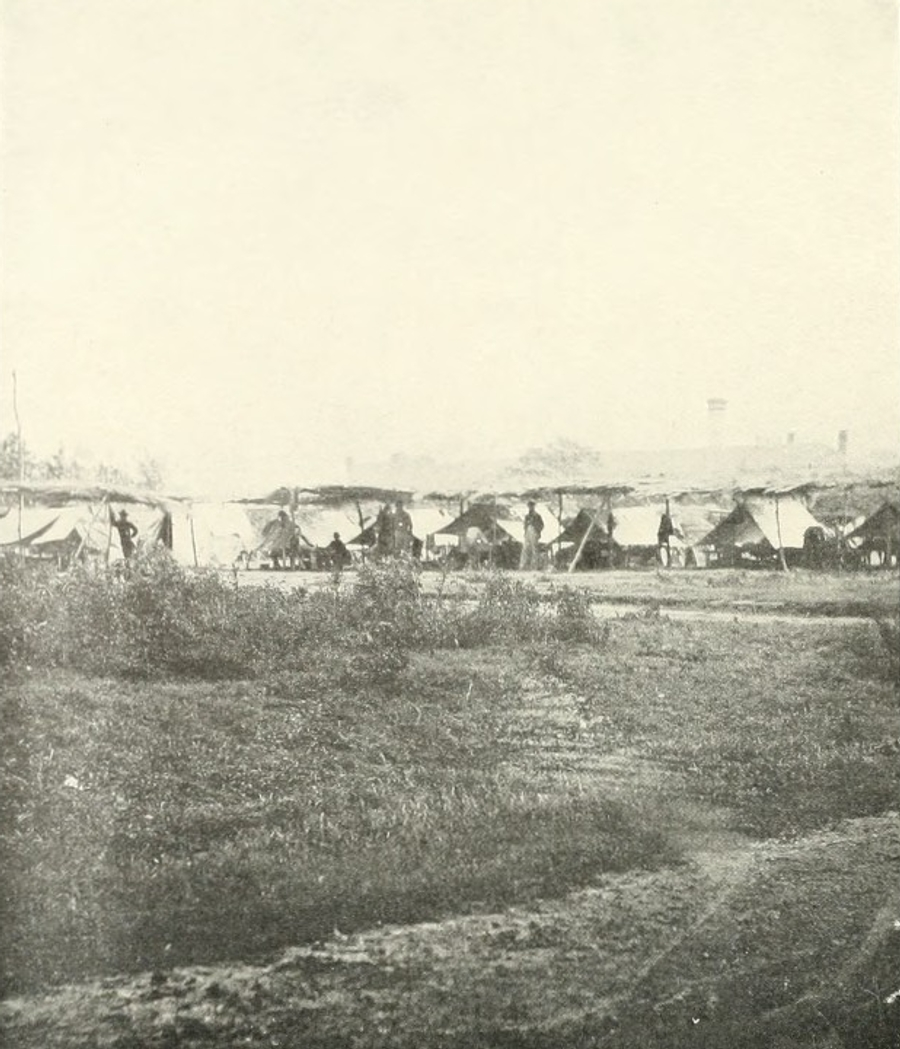
トマス・ウィリアムズ准将指揮下の北軍第2旅団、バトンルージュ市内に宿営した。1862年8月5日撮影。
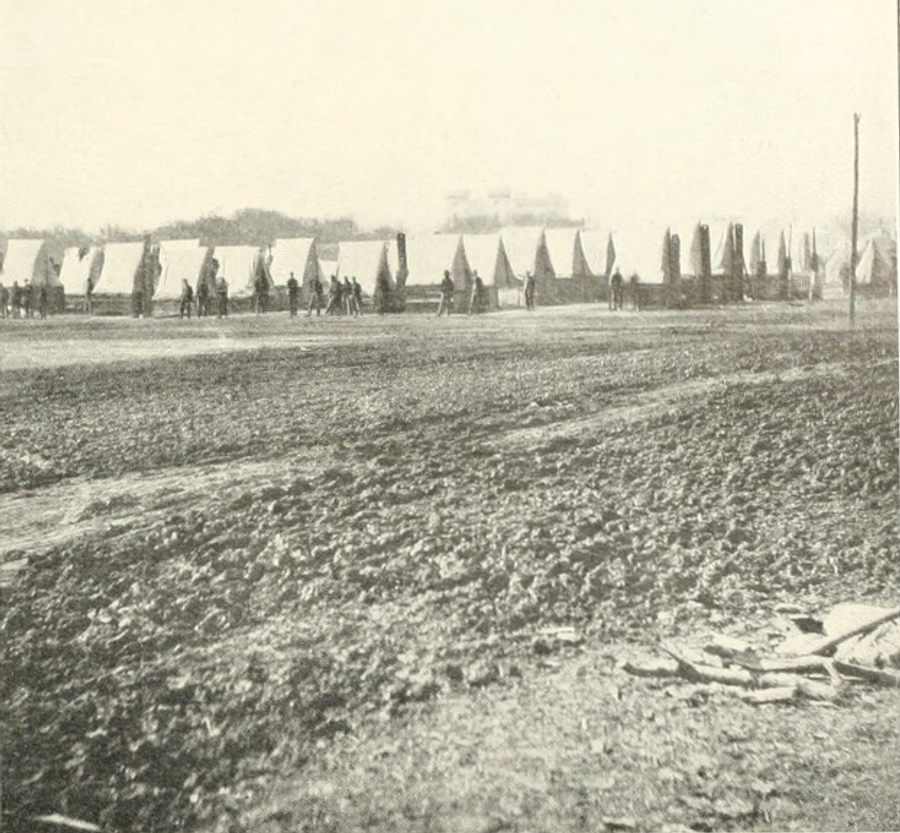
同左
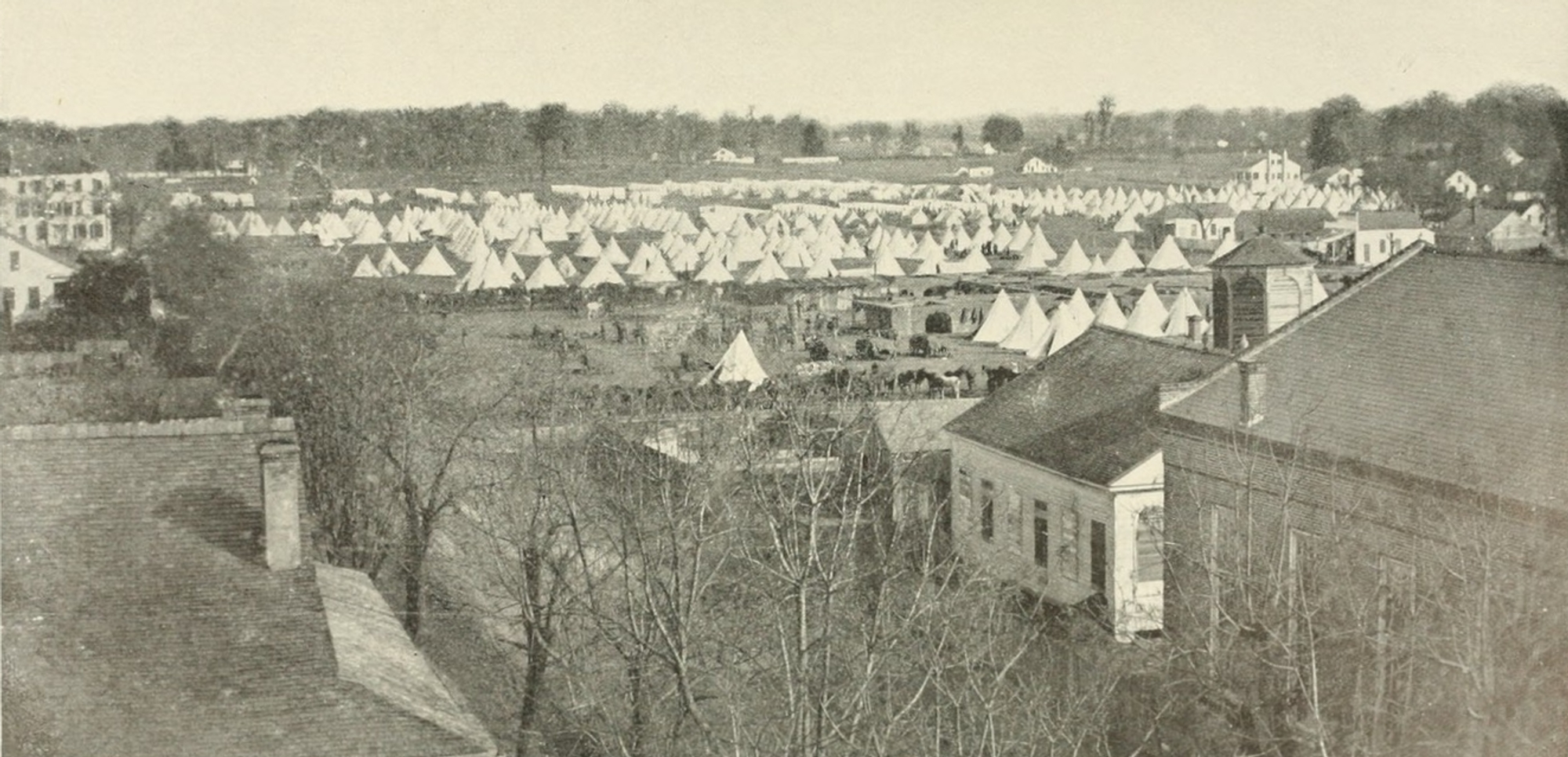
北軍のキャンプ・バンクス、7月下旬に撮影、この地が戦場になった
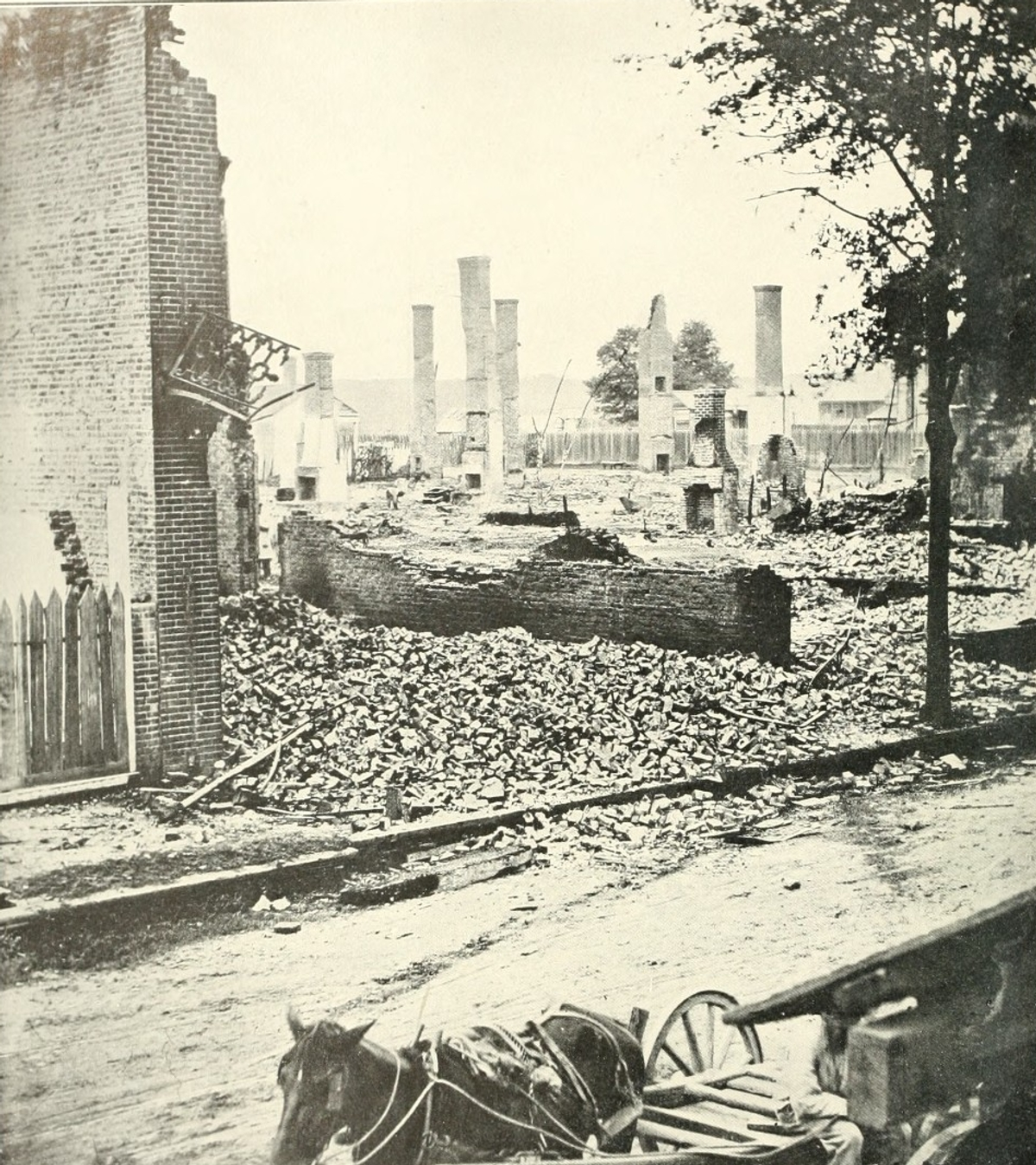
バトンルージュ市内の破壊された家屋、南軍による攻撃後に、隠れ家にならないよう破壊された